# Найф-Лейк (тауншип, Миннесота)
Найф-Лейк (англ. Knife Lake) — тауншип в округе Канейбек, Миннесота, США. На 2000 год его население составило 1049 человек.

## География
По данным Бюро переписи населения США площадь тауншипа составляет 82,4 км², из которых 79,4 км² занимает суша, а 3,0 км² — вода (3,61 %).

## Демография
По данным переписи населения 2000 года здесь находились 1049 человек, 412 домохозяйств и 316 семей.  Плотность населения —  13,2 чел./км².  На территории тауншипа расположено 558 построек со средней плотностью 7,0 построек на один квадратный километр. Расовый состав населения: 97,90 % белых, 0,10 % афроамериканцев, 0,67 % коренных американцев, 0,29 % азиатов, 0,19 % — других рас США и 0,86 % приходится на две или более других рас. Испанцы или латиноамериканцы любой расы составляли 0,19 % от популяции тауншипа.
Из 412 домохозяйств в 30,8 % воспитывались дети до 18 лет, в 65,8 % проживали супружеские пары, в 6,6 % проживали незамужние женщины и в 23,3 % домохозяйств проживали несемейные люди. 21,6 % домохозяйств состояли из одного человека, при том 9,7 % из — одиноких пожилых людей старше 65 лет. Средний размер домохозяйства — 2,55, а семьи — 2,95 человека.
26,0 % населения — младше 18 лет, 4,9 % — в возрасте от 18 до 24 лет, 26,6 % — от 25 до 44, 27,9 % — от 45 до 64, и 14,6 % — старше 65 лет. Средний возраст — 41 год. На каждые 100 женщин приходилось 107,7 мужчин.  На каждые 100 женщин старше 18 приходилось 103,1 мужчин.
Средний годовой доход домохозяйства составлял 39 167 долларов, а средний годовой доход семьи —  44 083 доллара. Средний доход мужчин —  37 031  доллар, в то время как у женщин — 23 068. Доход на душу населения составил 19 387 долларов. За чертой бедности находились 4,9 % семей и 7,4 % всего населения тауншипа, из которых 9,2 % младше 18 и 7,9 % старше 65 лет.